# 西佐良駅
西佐良駅（にしさらえき）は、石川県石川郡鳥越村西佐良（現・白山市西佐良町）にかつてあった、北陸鉄道金名線の駅（廃駅）である。

## 歴史
- 1926年（大正15年）2月1日：金名鉄道の駅として開業。
- 1942年（昭和17年）10月30日（変更届）：待合室上屋を拡幅、ホームを延伸[1]。
- 1943年（昭和18年）10月13日：金名鉄道が合併されたことにより、北陸鉄道金名線の駅となる。
- 1983年（昭和58年）10月31日：豪雨による大日川橋梁の橋脚周囲の岩盤崩壊により、大日川 - 白山下間が休止、それにより当駅も休止。
- 1984年（昭和59年）
  - 3月11日：復旧により営業を再開。
  - 12月12日：手取川橋梁が危険な状態となったことにより、加賀一の宮 - 白山下間の金名線全線が休止、それにより当駅も休止。
- 1987年（昭和62年）4月29日：金名線は営業再開することなく全線廃止、それにより廃駅。

## 駅構造
盛土型の単式ホーム1面1線の無人駅で、ホーム上に待合室が設けられていた。

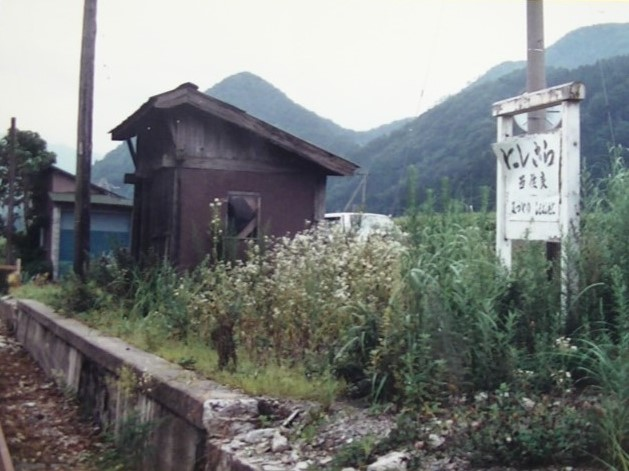
西佐良駅の待合室と駅名標（1987年8月 ※廃止直後）

## 利用状況
1984年（昭和59年）当時の乗降客数は一日平均66人であった。

## 隣の駅
北陸鉄道
金名線
下吉谷駅 - 西佐良駅 - 三ツ屋野駅